# نیترو اسید
نیتروس اسید  یا نیترو اسید (به انگلیسی: Nitrous acid) با فرمول شیمیایی HNO۲ یک ترکیب شیمیایی با شناسه پاب‌کم ۲۴۵۲۹ است. که جرم مولی آن ۴۷٫۰۱۳ g/mol می‌باشد. شکل ظاهری این ترکیب، محلول آبی کمرنگ است.
این ماده دارای خواص اسیدی است. هم‌چنین می‌تواند در واکنش‌های اکسایش و کاهش نیز شرکت نماید.

## ساختار
در نیترو اسید، توالی اتمها به شکل HONO است و ساختار پیوندی آن به صورت H-O-N=O می‌باشد. نیتروژن دارای هیبریداسیون sp2 است و اتم‌های اکسیژن از هیبریداسیون sp3 استفاده می‌کنند. چرخش حول پیوند H-O در این مولکول موجب می‌شود صورت‌بندیهای مختلفی دیده شود که فرم ترانس از فرم سیس پایدارتر می‌باشد (به دلیل دافعهٔ کمتر ابر الکترونی پیوندهای H-O و N=O).
به دلیل اختلاف الکترونگاتیوی بین اتم‌های پیوندی در این مولکول، و نیز به دلیل ساختار نامتقارن، مولکول نیترو اسید یک مولکول قطبی به شمار می‌آید.

## خواص فیزیکی

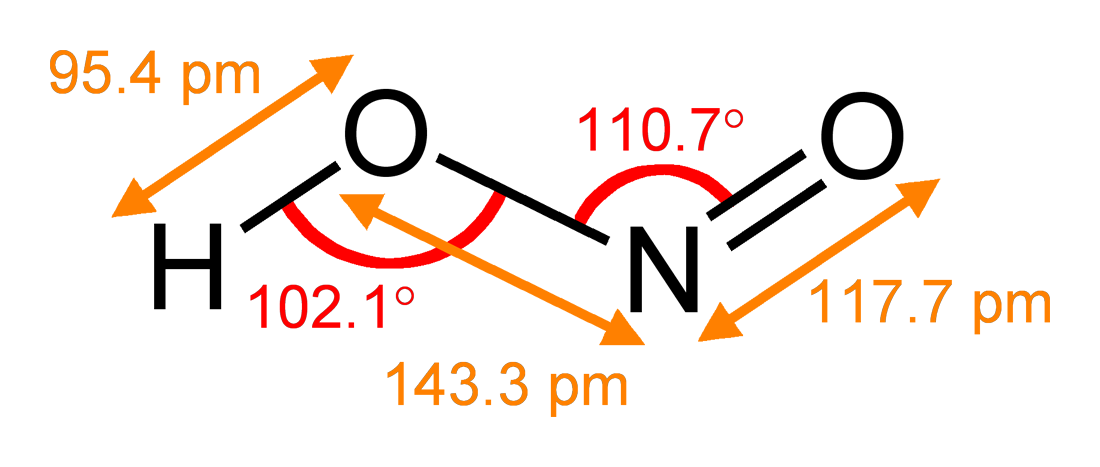
آرایش لوویس نیترواسید

نیترو اسید دارای مولکولهای قطبی است؛ بنابراین نیروی بین این مولکول‌ها از جنس جاذبه‌های دوقطبی-دوقطبی می‌باشد. از طرفی با توجه به ساختار مولکول که توالی H-O-N در آن دیده می‌شود؛ اتم هیدروژن در مولکول نیترو اسید دارای کمبود الکترون (اندکی بار مثبت) است و می‌تواند با اکسیژنِ متصل به نیتروژن مولکول دیگر، پیوند هیدروژنی برقرار نماید.
با توجه به موارد گفته‌شده، نیترو اسید به خوبی در آب و سایر حلالهای قطبی دیگر (با خاصیت یونیزه‌کنندگی بالا=ثابت دی‌الکتریک بالا) حل می‌شود.

## خواص شیمیایی

### خصلت اسیدی
نیترو اسید یک اسید ضعیف است و می‌تواند با از دست دادن یون هیدروژن (=پروتون) به یون نیتریت تبدیل شود:
HNO2→H++NO2-
بنابراین محلول نیترو اسید دارای pH (پی اچ) کم‌تر از 7 است.

### اکسایش و کاهش
عدد اکسایش نیترژن در این ماده 3+ است؛ پس می‌تواند تا 5+ بالا رود و تا 3- پایین بیاید؛ بنابراین می‌توان نیترو اسید را به نیتریک اسید اکسید کرد یا آن را به مواد مختلف احیا نمود.
چند نمونه از واکنش‌های مختلف را در زیر می‌بینید:
2HNO2+1O2→2HNO3
HNO2+ArNH2+H+→ArN2++2H2O

## طرز تهیه
یکی از رایج‌ترین روش‌های تهیه (سنتز) این ماده، حل کردن دی‌نیتروژن تری‌اکسید (نیتروژن(III) اکسید) در آب است:
N2O3+H2O→2HNO2
NaNo2+ HCl